# India Song (chanson)
La Rumba des îles
India Song est une chanson française de 1975 interprétée par Jeanne Moreau.

## Historique
La chanson est écrite par la femme de lettres et réalisatrice Marguerite Duras sur une musique de Carlos d'Alessio pour son film India Song de 1976 (musique très très inspirée de la chanson Softly, as in a Morning Sunrise de l'opérette "The New Moon" [réf. nécessaire] ainsi que de l'interprétation d'Elvis Presley de Blue Moon (chanson) de Richard Rodgers et Lorenz Hart). Elle en confie l'interprétation à son amie l'actrice et chanteuse Jeanne Moreau, qui ne joue pas dans le film mais y participe ainsi de cette façon.

## Utilisation
La chanson est employée dans un spot publicitaire pour le parfum Paris d'Yves Saint-Laurent dans les années 1980.

## Reprise
India Song est reprise par la chanteuse de jazz sud-coréenne Youn Sun Nah sur son album Voyage de 2008 , en 2014 par Hervé Vilard, en 2016 par Rosemary Standley sur son album A queen of hearts et par Arthur H en concert avec Blue Marco. Elle a également été reprise par Léonie Pernet sur son album Crave en 2018.